# 各願寺
各願寺（かくがんじ）は、富山県富山市婦中町長沢の婦中ふるさと自然公園内にある真言宗の寺院。本尊は薬師如来。山号は北叡山。

## 歴史
寺伝によれば、大宝元年（701年）、文武天皇の第7皇子である自信院仏性が法相宗の寺院として創建したと伝える。付近に王塚、勅使塚等からなる5世紀頃の古墳（羽根山古墳群）があることから、付近の有力者が支援したとする説もある。
その後平安時代初期、最澄が訪れて天台宗に改宗。当寺で2体の仏像を造立し、1体を延暦寺に納めたと伝えられる。以降、北の叡山として繁栄し、一時期は伽藍数が3,000を超えたという。
南北朝時代、越中国司の中院定清と共に守護の井上俊清（普門利清）に反逆して衰亡した。江戸時代に至って真言宗の寺院として復興し、歴代の富山藩藩主が観桜に訪れている。
庭園は曲線を描く水の流れが作られている。

## 文化財
- 弥勒菩薩坐像 - 檜寄木造、平安時代中期
- 金剛力士（仁王）像 - 伝左甚五郎作、江戸時代
- 不動明王像 - 画像、江戸時代、県指定文化財
- 各願寺観花の詠 - 前田正甫作、江戸時代、県指定文化財

## 行事
毎年4月第3日曜日に、曲水の宴（ふちゅう曲水の宴）が開催されている。

## 名産品
- 九重桜大福 - 富山藩に由来する

## 交通アクセス
- JR富山駅より車で25分
- JR速星駅より富山地方鉄道バス簡保センター行き10分、長沢駅下車徒歩5分[1]。